# 中原師元
中原 師元（なかはら の もろもと）は、平安時代後期の貴族。大外記・中原師遠の三男。官位は正四位上・大外記兼明経博士。安楽坊遵西の祖父。

## 経歴
代々大外記を務める家柄に生まれる。元永2年（1119年）元服して音博士に任ぜられ、権少外記・少外記を経て、保安2年（1121年）には自身も大外記の官職に就いている。天治2年（1125年）従五位下に叙爵。以後、直講・助教などを兼任しながら大外記職を務め、保元2年（1157年）に掃部頭に任ぜられた際に一旦辞するが、永暦元年（1160年）に再度任じ、永万2年（1166年）まで勤め上げた。
こうした大外記としての豊かな経験から先例に明るく、大治3年（1128年）に家司として招かれた摂関家において、藤原忠実・頼長父子より厚い信頼を受け、その相談事に数多く与った。忠実との会話を師元が筆録した『中外抄』は、院政期の公家社会の様子を克明に伝える史料の一つである（同書の書名は中原の「中」と大外記の「外」から各々一字を取ったもの）。
保元元年（1156年）の保元の乱によって忠実が奈良の知足院に逼塞して後は、忠実の孫・基実の家司を務める傍ら、大炊頭や出羽守を歴任し、承安2年（1172年）には位階は正四位上に至った。
著作として、『中外抄』のほか、日記『大外記中原師元記』、年中行事解説書『師元年中行事』、『雑外抄』などを残している。

## 官歴
『地下家伝』による。
- 元永2年（1119年） 4月4日：元服。4月6日：音博士（父師遠申任之）
- 保安2年（1121年） 正月23日：権少外記。12月20日：少外記
- 時期不詳：大外記
- 天治2年（1125年） 10月21日：従五位下（石清水賀茂行幸行事賞）
- 大治2年（1127年） 7月27日：万直、院文殿
- 大治3年（1128年） 12月24日：依召参殿下補家司
- 天養元年（1144年） 正月24日：直講
- 久安4年（1148年） 正月28日：兼周防権介（直講労）。2月3日：遭母喪。7月11日：復任
- 仁平元年（1151年） 正月6日：従五位上（儒労）
- 久寿元年（1154年） 12月28日：助教
- 保元元年（1156年） 正月27日：兼越後介（助教労）
- 保元2年（1157年） 正月24日：掃部頭、止外記。正月28日：賜本官兼字
- 保元3年（1158年） 6月22日：正五位下（臨時）
- 平治元年（1159年） 正月29日：辞助教（以男師尚申任直講）
- 永暦元年（1160年） 正月21日：再任大外記、掃部頭如元。7月14日：補関白家家司
- 応保元年（1161年） 正月23日：兼但馬権守（大外記労）。2月29日：正五位上（春日行幸行事賞）。○月1日：辞但馬権守
- 応保2年（1162年） 正月27日：兼越前権守。2月23日：依日吉行幸行事之賞以男師尚申叙従五位上。8月17日：穀倉院別当。10月28日：明経博士、余官如元
- 長寛2年（1164年） 11月18日：従四位下（博士労）
- 永万元年（1165年） 3月28日：兼大炊頭。7月22日：辞越前権守、辞大炊頭（以男師尚申任之）。7月25日：従四位上
- 仁安元年（1166年） 正月12日：出羽守、正四位下（臨時）。4月6日：辞掃部頭。10月29日：聴院上北面
- 承安2年（1172年） 3月29日：正四位上
- 承安5年（1175年） 5月20日：卒去

## 系譜
- 父：中原師遠
- 母：惟宗経定の娘
- 妻：不詳
  - 男子：中原師尚（?-1197）
  - 男子：平清貞（?-1184） - 平清盛養子
  - 男子：中原師秀
  - 男子：覚元
  - 男子：公元
  - 女子：藤原尹明室
  - 女子：春日殿 - 二条天皇後宮、僐子内親王生母
- 養子女
  - 養子：中原祐安 - 実は清原祐隆の子